# László Jávor

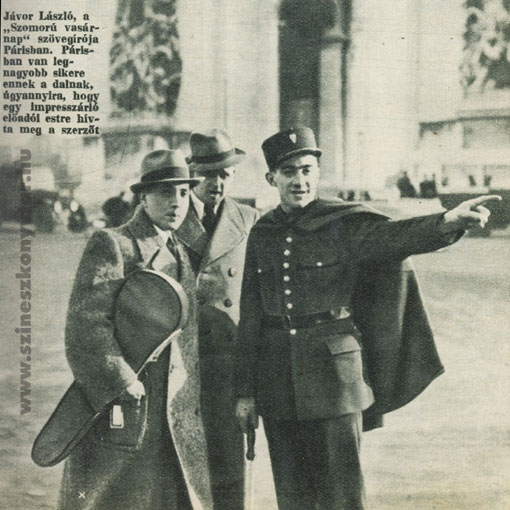
László Jávor (izquierda) en París, 1938.

László Jávor (4 de mayo de 1903 - 2 de diciembre de 1992) fue un poeta húngaro que escribió el poema que fue la base para el estándar del jazz "Gloomy Sunday", compuesta por Rezső Seress, más tarde también grabado por Billie Holiday. Murió en 1992.
El poema en húngaro se lee:

vártalak kedvesem, templomi imával.
Álmokat kergető vasárnap délelőtt,
bánatom hintaja nélküled visszajött;
azóta szomorú mindig un vasárnap,
könny csak az italom, kenyerem un bánat...
Utolsó vasárnap, kedvesem gyere el,
pap es lesz, koporsó, ravatal, gyászlepel.
Akkor Es virág vár, virág és - koporsó,
virágos fák alatt utam az utolsó;
Nyitva lesz szemem, hogy még egyszer lássalak,
Ne félj un szememtől, holtan es áldalak... '"
"Ősz van és peregnek a sárgult levelek,
Meghalt a földön az emberi szeretet.
Bánatos könnyekkel zokog az őszi szél,
Szívem már új tavaszt nem vár és nem remél.
Hiába sírok és hiába szenvedek,
Szívtelen rosszak és kapzsik az emberek...
Meghalt a szeretet!
Vége a világnak,vége a reménynek
Városok pusztulnak, srapnelek zenélnek.
Emberek vérétől piros a tarka rét.
Halottak fekszenek az úton szerteszét.
Még egyszer elmondom csendben az imámat:
"Uram, az emberek gyarlók és hibáznak..."
Vége a világnak!"
Lászlo Jávor

Los domingos son tristes. Horas sin dormir.
Cariño, las sombras con las que vivo son innumerables.
Pequeñas flores blancas que nunca te despertarán.
Allá donde la negra carroza te ha llevado.
Los ángeles no tienen pensado volver a ti.
¿Se enfadarán si pienso en unirme a ti?
Domingo sombrío.
El más Domingo sombrío, pasándolo junto a las sombras.
Mi corazón y yo hemos decidido terminar con todo.
Pronto vendrán las velas
y las oraciones, lo se.
Pero no les dejeis llorar.
Hacerles saber que estoy encantado de ir.
La muerte no es un sueño. Gracias a ella te puedo acariciar.
Con el último aliento de mi alma, te bendeciré.
Domingo sombrío.
Soñando. Tan solo estaba soñando.
Me levanto, y te encuentro despierta
en lo más profundo de mi corazón. Aquí.
Cariño, espero que mi sueño nunca te hechice.
Mi corazón te está diciendo cuanto te quiero.
Domingo sombrío.
Billie Hollyday-Versión en inglés traducida al español